# Medieșu Aurit
Medieșu Aurit – wieś w Rumunii, w okręgu Satu Mare, w gminie Medieșu Aurit. W 2011 roku liczyła 2546 mieszkańców. 